# Mazzo di Valtellina
Mazzo di Valtellina là một đô thị ở tỉnh Sondrio trong vùng Lombardia của Italia, có vị trí khoảng 120 km về phía đông bắc của Milano và khoảng 30 km về phía đông bắc của Sondrio. Tại thời điểm ngày 31 tháng 12 năm 2004, đô thị này có dân số 1.075 người và diện tích là 15,4 km².
Mazzo di Valtellina giáp các đô thị: Grosotto, Monno, Tovo di Sant'Agata, Vervio.